# 広島県道221号上下停車場線
広島県道221号上下停車場線（ひろしまけんどう221ごう じょうげていしゃじょうせん）は、広島県府中市を通る一般県道である。

## 概要
JR西日本福塩線 上下駅から国道432号交点に至る。

### 路線データ
- 起点：府中市上下町上下（JR西日本福塩線 上下駅前）
- 終点：府中市上下町上下（上下駅前交差点、国道432号交点）
- 総延長：14 m

## 地理

### 通過する自治体
- 広島県
  - 府中市

### 交差する道路
| 交差する道路                          | 交差する場所 | 交差する場所          |
| ------------------------------------- | ------------ | --------------------- |
| 国道432号 広島県道27号吉舎油木線 重複 | 上下町上下   | 上下駅前交差点 / 終点 |

### 沿線
- JR西日本福塩線 上下駅